# Wenbudangsang
Wenbudangsang (kinesiska: 文布当桑, 文布当桑乡) är en socken i Kina. Den ligger i den autonoma regionen Tibet, i den sydvästra delen av landet, omkring 840 kilometer väster om regionhuvudstaden Lhasa. Antalet invånare är 1 926. Befolkningen består av 918 kvinnor och 1 008 män. Barn under 15 år utgör 31 %, vuxna 15-64 år 62 %, och äldre över 65 år 5,0 %.
Genomsnittlig årsnederbörd är 223 millimeter. Den regnigaste månaden är augusti, med i genomsnitt 47 mm nederbörd, och den torraste är november, med 1 mm nederbörd.